# Jake Thomas
Jake Thomas (født 30. januar 1990)  er en amerikansk skuespiller og sanger, måske bedst kendt for sin rolle som Matt McGuire,  i Disney Channel-serien Lizzie McGuire. 
I 2002 vandt han en Young Artist Award for bedste mandlige birolle for sin præstation i AI Artificial Intelligence. 
Han ses også i Cory in the House, hvor han har rollen som Jason Stickler.

## Biografi
Thomas blev født i Knoxville, Tennessee, som søn af Simms Thomas , en tv-reporter og forfatter, og Bob Thomas , en radiopersonlighed, skuespiller og forfatter.
Han har en bror, Chad, og en søster, Brooke. Thomas gik på Farragut High School.